# 07 Vestur
Maillots
Actualités
Le 07 Vestur (littéralement Ouest 07) est un club de football féroïen basé dans les villages de Sørvágur et de Sandavágur. Le club résulte de la fusion du SÍ et du FS Vágar.

## Historique
L'histoire du club débute le 11 octobre 2007 à l'Hôtel de Vágar où a lieu une réunion entre les dirigeants de SÍ et du FS Vágar à propos d'une éventuelle fusion des deux clubs. Le 25 octobre, les dirigeants tombent d'accord et décident de procéder à la fusion qui est officialisée le 6 novembre 2007 à l'Hôtel de Vágar. 
Néanmoins, il faudra attendre un mois pour que le nom du nouveau club soit enfin choisi. Le tout nouveau club décide d'organiser un concours pour trouver un nom. Le concours prend fin le 11 décembre et les deux propositions de Jim Sonni Guttesen et de Magna Thomassen sont retenues. Les deux propositions sont alors 7 Vest et 7V. Le club décide d'adapter ces propositions et adopte le nom de 07 Vestur. Les deux derniers chiffres représentent l'année de création du club ainsi que la latitude de l'île de Vágar, c'est d'ailleurs à propos de l'île que vient le mot Vestur signifiant en féroïen Ouest. En effet, l'île de Vágar où est situé le club est l'une des îles les plus à l'ouest des Îles Féroé. 
Le premier entraîneur du club, Piotr Krakowski, est alors nommé et a pour objectif de monter le plus rapidement possible en première division, chose que l'équipe réussira en 2008 en finissant premier de 1. Deild et accédant alors à la Formuladeildin.

## Palmarès
- Championnat des îles Féroé de deuxième division
  - Champion : 2008, 2010, 2012